# Pascal Thomas
Pascal Thomas (Montargis, 2. travnja 1945. - ) francuski je filmski redatelj i scenarist.

## Izabrana filmografija

### Redatelj
- Les Maris, les Femmes, les Amants (1989.)
- La Dilettante (1999.)
- Slobodan dan (2001.)
- Mon petit doigt m'a dit... (2005.)
- Prema nuli (2007.)
- Zločin je naš posao (2008.)
- Valentin Valentin (2015.)

## Vanjske poveznice
- Pascal Thomas u internetskoj bazi filmova IMDb-u